# Пожежна команда (фільм)
«Пожежна команда» (англ. Firehouse) — американська комедія 1987 року.

## Сюжет
Один злісний ділок не без вигоди для себе влаштовує в місті підпали старих будівель. У цей час з Пожежної Академії випускаються три дамочки, які жадають застосувати отримані знання на практиці. Звичайно ж, вони відразу влаштовуються на роботу в пожежну команду. Але перед тим як стати грудьми на шляху піромана, їм належить приструнити своїх нових колег-чоловіків, у яких тільки одне в голові. Але хіба це проблема для таких відчайдушних дівчат?

## У ролях
- Джина Ранадо — Барретт Хопкінс
- Марта Петерсон — Шеннон Мерфі
- Рені Рейфорд — Вайлет Браун
- Гідеон Фаунтін — Джон Андерсон
- Пітер Маккензі — Діксон Віллоубі
- Джо Вівіані — лейтенант Вейлі
- Джонатан Манделл — Тіммі Райан
- Парнс Картрайт — Дарнелл Фіббс
- Пітер Онораті — Рон Дж. Слік
- Енді Райан — Сід Файнголд
- Дог Томас — Вогнегасник
- Генрі Девід Кілер — Воррен Фрумп
- Дік Біл — Ворд Хопкінс
- Джоенн Фокс — Джун Хопкінс
- Моріс Дж. ДеДженаро — Мюррей
- Джулія Робертс — Бебс (в титрах не зазначена)

## Цікаві факти
- У цьому фільмі вперше на екрані з'явилася Джулія Робертс, тоді ще нікому не відома акторка. Вона зіграла епізодичну роль і її ім'я в титрах не згадується.